# مایکل پروست
مایکل پروست (انگلیسی: Michel Prost؛ زادهٔ ۲۳ فوریهٔ ۱۹۴۶) بازیکن فوتبال سابق اهل فرانسه است.
از باشگاه‌هایی که در آن بازی کرده‌است می‌توان به باشگاه فوتبال نانسی، باشگاه فوتبال باستیا، باشگاه فوتبال پاری سن ژرمن، باشگاه فوتبال پاریس، و باشگاه فوتبال ستاره سرخ اشاره کرد.
وی همچنین در تیم‌های ملی فوتبال France national amateur football team، سیزم، و France national football B team بازی کرده‌است.